# René Schneider (labdarúgó, 1973)
René Schneider (Schwerin, 1973. február 1. –) Európa-bajnok német labdarúgó, hátvéd.

## Pályafutása

### Klubcsapatban
A keletnémet Motor Schwerin és az ISG Schwerin csapataiban kezdte a labdarúgást. Innen került az 1. FC Magdeburg korosztályos csapatához, ahol 1989-ben mutatkozott be az első csapatban és négy idényen át játszott. 1993–94-ben a BSV Brandenburg, 1994 és 1996 között a Hansa Rostock együtteseiben játszott. 1996 és 1999 között a Borussia Dortmund csapatában töltötte pályafutása legsikeresebb éveit. Tagja volt az 1996–97 bajnokok ligája győztes csapatnak. A döntőn nem szerepelt, de az Auxerre elleni negyeddöntőn első találkozóján gólt is szerzett. 1999-ben visszatért a Hansa Rostockhoz, majd a 2001–02-es idényben a Hamburger SV játékosa volt. 2002 és 2004 között a VfL Osnabrück, 2004 és 2007 között az SV Warnemünde csapataiban szerepelt. 2007-ben vonult vissza az aktív labdarúgástól.

### A válogatottban
1995-ben egy alkalommal szerepelt a német válogatottban. Tagja volt az 1996-os Európa-bajnok csapatnak Angliában, de pályára nem lépett. 1995–96-ban nyolcszor szerepelt az U21-es válogatottban és egy gólt szerzett.

## Sikerei, díjai
Németország
- Európa-bajnokság
  - aranyérmes: 1996, Anglia

 Borussia Dortmund
- Német bajnokság (Bundesliga)
  - 3.: 1996–97
- UEFA-bajnokok ligája
  - győztes: 1996–97
- Interkontinentális kupa
  - győztes: 1997